# العلاقات الدومينيكية الكينية
العلاقات الدومينيكية الكينية هي العلاقات الثنائية التي تجمع بين دومينيكا وكينيا.

## مقارنة بين البلدين
هذه مقارنة عامة ومرجعية للدولتين:
| وجه المقارنة                                              | دومينيكا              | كينيا                         |
| --------------------------------------------------------- | --------------------- | ----------------------------- |
| المساحة (كم2)                                             | 751                   | 581.31 ألف                    |
| عدد السكان (نسمة)                                         | 73.92 ألف             | 48.47 مليون                   |
| الكثافة السكانية (ن./كم²)                                 | 9.84 ألف              | 83.38                         |
| العاصمة                                                   | روسو                  | نيروبي                        |
| اللغة الرسمية                                             | لغة إنجليزية          | اللغة السواحلية، لغة إنجليزية |
| العملة                                                    | دولار شرق الكاريبي    | شيلينغ كيني                   |
| الناتج المحلي الإجمالي (بليون دولار)                      | 562.54 مليون          | 74.94 مليار                   |
| الناتج المحلي الإجمالي (تعادل القوة الشرائية) بليون دولار | 789.63 مليون          | 142.24 مليار                  |
| الناتج المحلي الإجمالي الاسمي للفرد دولار أمريكي          | 7.12 ألف              | 1.38 ألف                      |
| الناتج المحلي الإجمالي للفرد دولار أمريكي                 | 10.88 ألف             | 2.95 ألف                      |
| مؤشر التنمية البشرية                                      | 0.724                 | 0.548                         |
| رمز المكالمات الدولي                                      | +1767                 | +254                          |
| رمز الإنترنت                                              | .dm                   | .ke                           |
| المنطقة الزمنية                                           | 00، توقيت أطلنطي موحد | ت ع م+03:00                   |

## منظمات دولية مشتركة
يشترك البلدان في عضوية مجموعة من المنظمات الدولية، منها:
| علم المنظمة | اسم المنظمة                                 | تاريخ انضمام دومينيكا | تاريخ انضمام كينيا |
| ----------- | ------------------------------------------- | --------------------- | ------------------ |
|             | مؤسسة التنمية الدولية                       | 29 سبتمبر 1980        | 3 فبراير 1964      |
|             | يونسكو                                      | 9 يناير 1979          | 7 أبريل 1964       |
|             | وكالة ضمان الاستثمار متعدد الأطراف          | 7 أكتوبر 1991         | 28 نوفمبر 1988     |
|             | الأمم المتحدة                               | 18 ديسمبر 1978        | 16 ديسمبر 1963     |
|             | مجموعة دول أفريقيا والكاريبي والمحيط الهادئ | ?                     | ?                  |
|             | دول الكومنولث                               | ?                     | 12 ديسمبر 1963     |
|             | الاتحاد البريدي العالمي                     | ?                     | ?                  |
|             | البنك الدولي للإنشاء والتعمير               | 29 سبتمبر 1980        | 3 فبراير 1964      |
|             | الاتحاد الدولي للاتصالات                    | 28 أكتوبر 1996        | 11 أبريل 1964      |
|             | منظمة حظر الأسلحة الكيميائية                | ?                     | ?                  |
|             | مؤسسة التمويل الدولية                       | 29 سبتمبر 1980        | 3 فبراير 1964      |
|             | منظمة التجارة العالمية                      | ?                     | 1995               |
|             | منظمة الشرطة الجنائية الدولية               | ?                     | ?                  |

## وصلات خارجية
- موقع وزارة الخارجية الكينية